# Hans Alsér

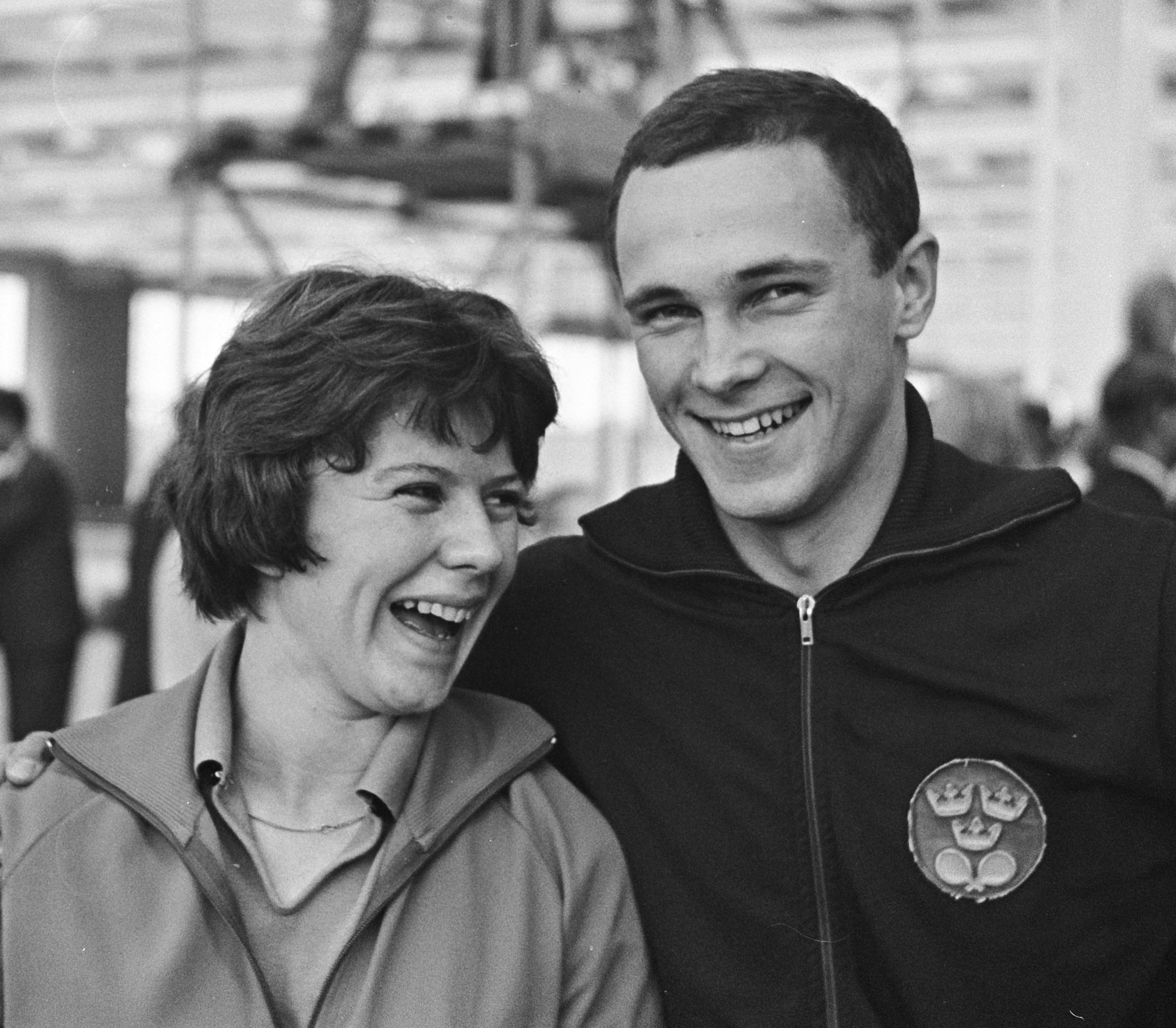
Mary Shannon und Hans Alsér, 1963

Hans Alsér (* 23. Januar 1942 in Borås, Schweden; † 15. Januar 1977 in Stockholm) gehörte in den 1960er Jahren zu den besten Tischtennisspielern der Welt.

## Spieler
Hans Alsér wurde 1962 und 1970 Europameister im Herreneinzel und mit seinem Partner Kjell Johansson 1967 und 1969 Weltmeister im Herrendoppel. Viermal gewann er mit der schwedischen Mannschaft die Europameisterschaft. Zwischen 1958 und 1971 absolvierte er 201 Spiele für die schwedische Nationalmannschaft, von denen er 148 gewann und nur 53 verlor. Dies entspricht einer Erfolgsquote von knapp 74 Prozent.

## Trainer
Nach seiner aktiven Laufbahn als Leistungssportler löste er am 1. September 1971 Vilim Harangozo als deutschen Bundestrainer ab. Diese Position hatte er bis 1974 inne. Hans Alsér hatte sich zum Ziel gesetzt, junge Spieler zu fördern und gilt z. B. als Entdecker und Förderer von Peter Stellwag. Zu seinen Erfolgen zählen der 2. Platz des Damenteams bei der Europameisterschaft 1972 in Rotterdam und der 2. Platz der Jugendmannschaft bei der Europameisterschaft 1974.
1974 zerschlug sich Alsérs Plan, die Schweizer Nationalmannschaft zu betreuen; die Schweiz verweigerte ihm als Ausländer die Arbeitsgenehmigung. Daraufhin wurde er Trainer des schwedischen Nationalteams.
1977 kam Alsér bei einem Flugzeugabsturz (Linjeflyg-Flug 618) im Landeanflug auf den Flughafen Stockholm/Bromma ums Leben, bei dem auch alle anderen 21 Insassen starben. Er hinterließ seine Ehefrau und zwei Kinder.

## Alsér-Fonds
Um Alsérs Werk fortzuführen, gründete der schwedische Tischtennisverband SBTF den Alsér-Fonds. Mit dem Geld, das durch Sammelaktionen einkam, wurden schwedische Nachwuchstalente gefördert.

## Erfolge
- Teilnahme an Tischtennisweltmeisterschaften
  - 1959 in Dortmund
    - 3. Platz Doppel (mit Ake Rakell)

  - 1963 in Prag
    - 3. Platz mit Herrenteam

  - 1965 in Ljubljana
    - 3. Platz mit Herrenteam

  - 1967 in Stockholm
    - 1. Platz Doppel (mit Kjell Johansson)
    - 3. Platz mit Herrenteam

  - 1969 in München
    - 1. Platz Doppel (mit Kjell Johansson)

- Europameisterschaften
  - 1962 in Berlin
    - 1. Platz Einzel
    - 1. Platz Mixed (mit Inge Harst, GER)

  - 1964 in Malmö
    - 2. Platz Doppel (mit Kjell Johansson)
    - 1. Platz mit Herrenteam

  - 1966 in London
    - 1. Platz Doppel (mit Kjell Johansson)
    - 1. Platz mit Herrenteam

  - 1968 in Lyon
    - 2. Platz Doppel (mit Kjell Johansson)
    - 1. Platz mit Herrenteam

  - 1970 in Moskau
    - 1. Platz Einzel
    - 2. Platz Doppel (mit Kjell Johansson)
    - 1. Platz mit Herrenteam

- Europameisterschaft der Jugend
  - 1957 in Donaueschingen: 1. Platz Einzel, 1. Platz Doppel

- Nordische Meisterschaften
  - 1957 in Aarhus: Halbfinale Einzel, 2. Platz Doppel (mit Georg Karlsson)
  - 1959 in Helsinki: 1. Platz Einzel, 1. Platz Doppel (mit Ake Rakell), 2. Platz Mixed
  - 1963 in Skara: 2. Platz Einzel, 1. Platz Doppel (mit Kjell Johansson)
  - 1965 in Nyborg: 2. Platz Einzel, 1. Platz Doppel (mit Kjell Johansson), 1. Platz Mixed
  - 1969 in Solvesborg: 2. Platz Einzel, 1. Platz Doppel (mit Kjell Johansson), 1. Platz Mixed
  - 1971 in Oslo: 1. Platz Einzel, 1. Platz Doppel (mit Carl-Johann Bernhardt), 2. Platz Mixed

- Internationale deutsche Meisterschaften
  - 1960 in Berlin: 4. Platz Einzel
  - 1961 in Berlin: 1. Platz Einzel, 1. Platz Doppel (mit Tony Larsson), 2. Platz Mixed (mit M. Carlsson)
  - 1970 in Oberhausen: 1. Platz Doppel (mit Kjell Johansson)

## Turnierergebnisse
| Verband | Turnier                               | Jahr | Ort            | Land | Einzel        | Doppel        | Mixed         | Team |
| ------- | ------------------------------------- | ---- | -------------- | ---- | ------------- | ------------- | ------------- | ---- |
| WE      | Europameisterschaft                   | 1970 | Moskau         | URS  | Gold          | Silber        |               | 1    |
| SWE     | Europameisterschaft                   | 1968 | Lyon           | FRA  | Halbfinale    | Silber        |               | 1    |
| SWE     | Europameisterschaft                   | 1966 | London         | ENG  | Viertelfinale | Gold          |               | 1    |
| SWE     | Europameisterschaft                   | 1964 | Malmö          | SWE  | Viertelfinale | Silber        |               | 1    |
| SWE     | Europameisterschaft                   | 1962 | Berlin         | FRG  | Gold          | Viertelfinale | Gold          | 2    |
| SWE     | Europameisterschaft                   | 1960 | Zagreb         | YUG  | Viertelfinale |               |               | 2    |
| SWE     | Jugend-Europameisterschaft (Junioren) | 1958 | Falkenberg     | SWE  | Silber        |               | Silber        |      |
| SWE     | Jugend-Europameisterschaft (Junioren) | 1957 | Donaueschingen | FRG  | Gold          | Gold          |               |      |
| SWE     | Nordic Meisterschaften                | 1971 | Oslo           | NOR  | Gold          | Gold          | Silber        | 1    |
| SWE     | Nordic Meisterschaften                | 1969 | Solvesborg     | SWE  | Silber        | Gold          | Gold          | 1    |
| SWE     | Nordic Meisterschaften                | 1965 | Nyborg         | DEN  | Silber        | Gold          | Gold          | 1    |
| SWE     | Nordic Meisterschaften                | 1963 | Skara          | SWE  | Silber        | Gold          |               | 1    |
| SWE     | Nordic Meisterschaften                | 1959 | Helsinki       | FIN  | Gold          | Gold          | Silber        | 1    |
| SWE     | Nordic Meisterschaften                | 1957 | Aarhus         | DEN  | Halbfinale    | Silber        |               |      |
| SWE     | Weltmeisterschaft                     | 1971 | Nagoya         | JPN  | letzte 64     | letzte 32     | Viertelfinale | 4    |
| SWE     | Weltmeisterschaft                     | 1969 | München        | FRG  | letzte 32     | Gold          | keine Teiln.  | 5    |
| SWE     | Weltmeisterschaft                     | 1967 | Stockholm      | SWE  | letzte 32     | Gold          | Viertelfinale | 3    |
| SWE     | Weltmeisterschaft                     | 1965 | Ljubljana      | YUG  | letzte 32     | Scratched     | Viertelfinale | 6    |
| SWE     | Weltmeisterschaft                     | 1963 | Prag           | TCH  | Viertelfinale | letzte 64     | Viertelfinale | 3    |
| SWE     | Weltmeisterschaft                     | 1961 | Peking         | CHN  | letzte 32     | letzte 16     | letzte 64     | 4    |
| SWE     | Weltmeisterschaft                     | 1959 | Dortmund       | FRG  | letzte 32     | Halbfinale    | letzte 64     | 5    |
| SWE     | Weltmeisterschaft                     | 1957 | Stockholm      | SWE  | letzte 128    | Qual          | keine Teiln.  |      |